# スプリングフィールド・アーモリー
スプリングフィールド・アーモリー（英:Springfield Armory）は1974年に設立された銃器メーカー。1968年に閉鎖したスプリングフィールド国営造兵廠のブランドを受け継ぎ、同様の製品ラインナップを民間向けにも供給している。ただし会社はあくまでブランド名を買い取ったのみで設備や人員は前身であるイリノイ州のメーカそのままであり、社名以外に直接の関連はない。

## 歴史
ロバート・リーズが1968年に閉鎖された「スプリングフィールド・アーモリー」というブランド名を買収し、新たに設立した民間企業である。1980年にはロバート・リーズの息子であるデニス・リーズとトム・リーズに経営が受け継がれた。

民間会社として設立した当初はM14の民間モデルであるM1Aを中心に生産を行っている。M1911A1の良質なコピーを製造することで知られており、自社製カスタムのみならずガン・スミスによるガバメント・カスタムのベースとして使用されている。

さらに現在では、クロアチアから製造権を購入したHS2000というポリマーフレームハンドガンをXDとしてブランド販売（後に自社生産）しており、順調に売上を伸ばしている。

## 代表的な製品

### ハンドガン

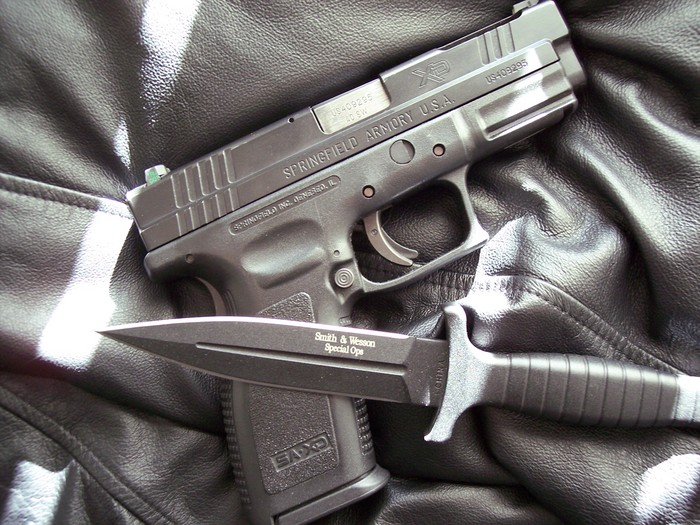
XD

- M1911A1(以下は主なM1911A1のコピーモデル)
  - GI.45
  - トロフィーマスター
  - ミル-スペック
  - ローデェンド
  - ナストフ.45
  - ツインコンプ
  - オメガ（SIG式のロッキング機構を有する、ペーター・シュタール製6インチスライド・キットにマグナ・ポートを追加工し、自社製のフレームに組み合わせたモデル）
  - センチメーターマスター(元の製作者はポール・リーベンブゥーグ)
  - オペレーター
  - TRP
  - EMP
  - FBIスペシャル・ビューローモデル
  - M1911A2 S.A.S.S.(44マグナム弾のシングル・ショットモデル)
- P9(Cz75のコピーモデル。H&K P9とは無関係)
- ファイアキャット(アストラA75のOEM)
- XD

### ライフル
- M1ガーランド
- M14
  - M1A
- ヘリオン